# Frederiks-Orde

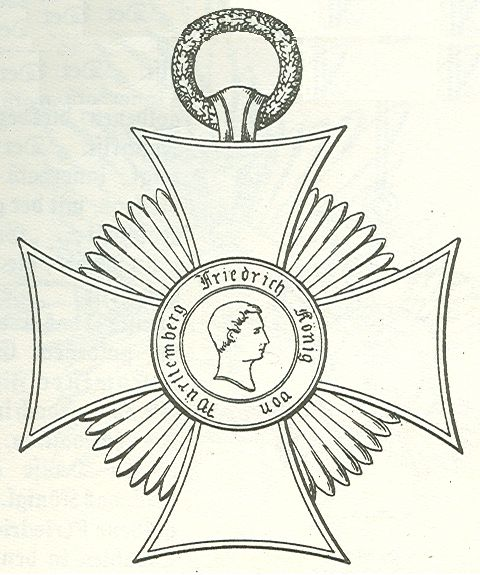
Grootkruis

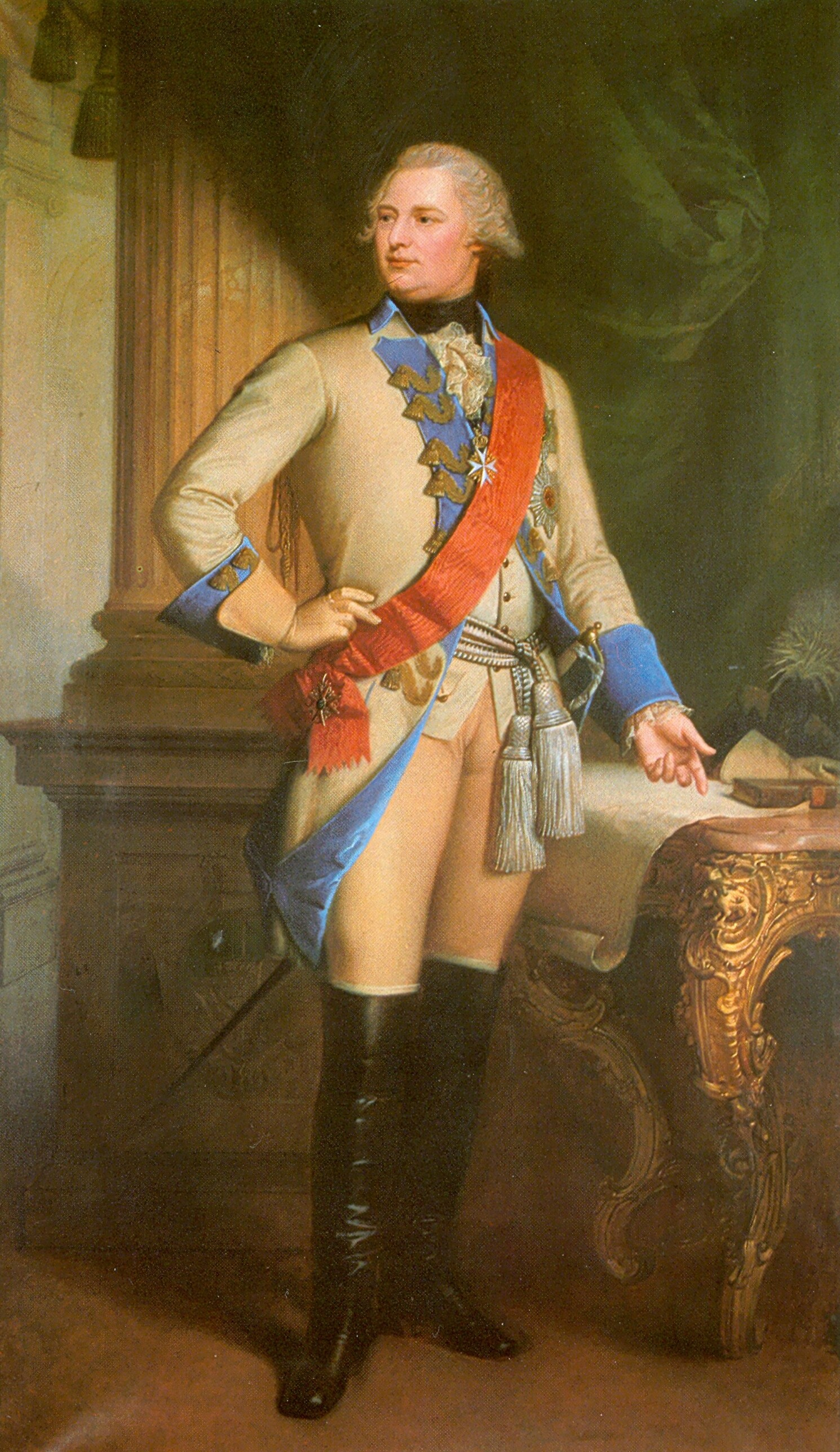
Frederik I

De Württembergse koning Willem I stelde op 1 januari 1830 een ridderorde, de Frederiks-Orde (Duits: "Friedrichs-Orden"), in ter herinnering aan zijn vader en voorganger op de Württembergse troon Frederik I. Op 1 januari 1806 was Frederik I tot koning uitgeroepen.
In eerste instantie was de orde beperkt tot een enkele graad. De ridders verwierven voor zover zij geen edelen waren de persoonlijke adeldom.
Op 3 januari 1856 werd de orde uitgebreid tot vier graden. De bestaande ridders werden nu grootkruisen.
- Grootkruis
- Commandeur der Ie Klasse, in rang gelijk aan een Grootofficier
- Commandeur der IIe Klasse
- Ridder

In 1870 werd de graad van ridder gedeeld in twee graden
- Ridder der Eerste Klasse
- Ridder der Tweede Klasse

In het statuut werd vermeld dat de onderscheiding in de eerste plaats de uitdrukking was de Koninklijke gunst en een erkenning en beloning voor bijzondere verdienste in het leger of de burgerlijke maatschappij, alsook voor de persoon van de koning, het Koninklijk Huis en de staat. De persoonlijke adeldom verviel.
Op 19 september 1870 kregen de Versierselen van de Frederiks-Orde twee gekruiste zwaarden aan de ring wanneer zij voor militaire verdiensten werden toegekend.
Van de Commandeurs met Zwaarden aan de Ring is bekend dat er 320 verleningen zijn opgetekend.
Deze statutaire bepaling verschilt opvallend van de Pruisische, in een aantal Duitse staten nagevolgde, traditie van de "zwaarden aan de ring" waarbij de zwaarden in oorlogstijd in de armen van het kruis werden geplaatst en een daaropvolgende bevordering in vredestijd in dezelfde orde recht gaf op het dragen van zwaarden aan de ring om aan te geven dat men tweemaal, in vredes- én oorlogstijd, was gedecoreerd.
Op 11 augustus 1870 werd aan de orde een Gouden Medaille van Verdienste (Duits: "Verdienstmedaille des Friedrichsordens") toegevoegd die in rang op de medailles verbonden aan de Orde van de Württembergse Kroon zou volgen.
De orde werd na de val van de Württemberg monarchie in november 1918 opgeheven. De Württembergse troonpretendent gebruikt de orde niet als huisorde.

## De versierselen
Het kleinood van deze orde bestaat in drie modellen.
- het kleinood van de grootkruisen heeft een mat gouden medaillon met het gouden portret van koning Frederik en een blauwe ring met de woorden Friedrich König von Württemberg in gouden letters. Op de keerzijde van het medaillon staat Gott und mein Recht binnen een ring met de woorden Friedrich König von Württemberg in gouden letters.
- Het kleinood van de commandeurs is kleiner en draagt op de voorzijde een wit geëmailleerd medaillon met een gekroond monogram "F" binnen een blauwe ring met de opschrift Gott und mein Recht in gouden letters. Op de keerzijde van het medaillon staat Gott und mein Recht binnen een ring met de woorden Friedrich König von Württemberg in gouden letters.
- Het ridderkruis was niet geëmailleerd en draagt op de voorzijde een wit geëmailleerd medaillon met een gekroond monogram "F" binnen een gouden ring zonder opschrift. Op de keerzijde van het medaillon staat staat Dem Verdienste in gouden letters op een witte achtergrond binnen een gouden ring.
- Het ridderkruis der IIe Klasse was niet geëmailleerd en draagt op de voorzijde een wit geëmailleerd medaillon met een gekroond monogram "F" binnen een gouden ring zonder opschrift. Op de keerzijde van het medaillon staat Dem Verdienste in gouden letters op een witte achtergrond binnen een gouden ring. De stralen in de armen van het kruis ontbreken.
- De ster van de Grootkruisen bestaat in twee modellen die verschillen in de mate waarin zij gewelfd zijn. Een ster is samengesteld uit zesenvijftig verguld zilveren en zilveren stralen waarop een zilveren, niet geëmailleerd, kruis is gelegd gelijk aan het kleinood van een grootkruis. De stralen in de armen van het kleinood ontbreken.
- De ster of plaque van een Commandeur der Eerste Klasse is gelijk aan het kleinood zoals dat op de ster van een Grootkruis is gelegd. De stralen in de armen van het kruis zijn verguld en iets langer dan bij de kleinoden van de grootkruisen.

De oudste sterren werden geborduurd uit zilver- en gouddraad en pailletten. Tot in het midden van de 19e eeuw werden aan alle Europese hoven geborduurde sterren gedragen. Rond 1850 werden sterren van zilver populair.
Het lint is hemelsblauw en het grootlint werd over de rechterschouder gedragen.
Er was in de statuten niet in een keten, ordekleding, een mantel, een insigne voor grootmeester of een kleinood voor de functionarissen van deze orde voorzien.
Alle sterren en ridderkruisen werden op de linkerborst gedragen. Er zijn geen damesversierselen bekend.

## Versierselen en materialen
De oudste kleinoden, die van de orde met een enkele graad, men spreekt in zo'n geval bij een ridderorde van een hoge rang van een "grote orde", waren van massief goud. De sterren waren tot 1856 ofwel geborduurd of van goud en zilver vervaardigd.
In 1856 werd de orde hervormd. Daarbij werd nog niet geheel afgezien van de kostbare massief gouden kruisen, in de 19e en 20e eeuw werden gouden grootkruisen en verguld zilveren grootkruisen uitgereikt. In 1899 zag een verguld zilveren grootkruis met kroon met verguld zilveren ster het licht.
De grootkruisen met de zwaarden die na 1870 werden toegekend waren van goud en de bijbehorende sterren, met zwaarden op de diagonale stralen van de ster, waren van goud en zilver.
Een grootkruis weegt 65 gram.
De halskruisen bestaan in massief gouden en verguld zilveren uitvoeringen. De kruisen zijn in twee uitvoeringen, met een grote en een kleine stralenkrans in de armen, bekend. De kruisen met de brede stralenkrans zijn van na 1870 en werden tot 1918 verleend. Een gouden kruis met grote stralenkrans van na 1870 weegt 40,14 gram.
Verguld zilveren commandeurskruisen met grote stralenkrans en de zwaarden aan de ring wegen 62,04 gram.
De sterren of plaques van de Commandeurs der Ie Klasse zijn van zilver en goud terwijl de plaques van de Commandeurs der Ie Klasse met de Zwaarden ook in verguld zilver en zilver werden gefabriceerd.
Ridderkruisen der Ie Klasse bestaan in massief goud en verguld zilver, ook ridderkruisen der Ie Klasse met de Zwaarden komen in beide varianten voor. Een ridderkruis Ie Klasse in goud weegt 16,92 gram en een verguld zilveren ridderkruis der Ie Klasse met de Zwaarden 26,67 gram.
Op deze kruisen zijn de zwaarden, voor zover aanwezig, met kleine ringen aan het kruis bevestigd.

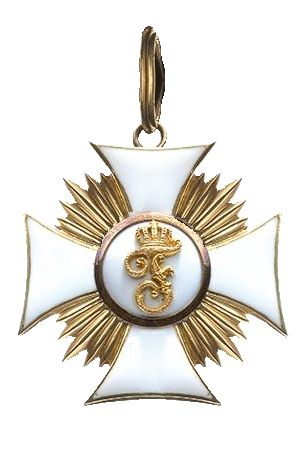
Ridderkruisen der Ie Klasse

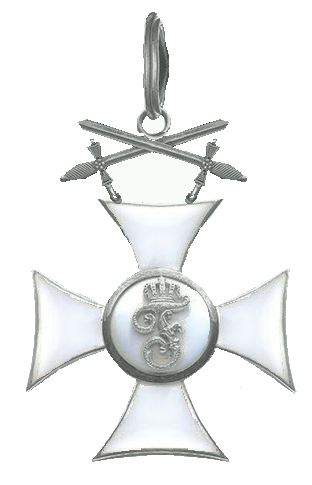
Ridderkruisen der IIe Klasse, Particuliere verzameling, Groningen

De ridderkruisen der IIe Klasse zijn van zilver, soms is het monogram in het medaillon van massief goud en soms van verguld zilver. De zwaarden hebben vergulde grepen. Op deze kruisen zijn de zwaarden, voor zover aanwezig, eenvoudig aan het kruis vastgesoldeerd. Ook bij de zilveren kruisen komen gouden ringen ter bevestiging aan het lint voor.
De medailles zijn altijd van verguld zilver. Zij wegen 11,94 gram.
Het blauwe lint, men spreekt in de statuten van "hemelsblauw" werd van gewaterde zijde vervaardigd. Het lint heeft een Moiré-effect. Het lint van de grootkruisen was een palm breed, dat is ongeveer tien centimeter, en eindigde in een eenvoudige strik op de linkerheup. Geestelijken droegen het Grand cordon of grootlint met het grootkruis over beide schouders.
De commandeurs droegen hun kruis aan een lint om de hals.
In het begin van de 19e eeuw was Württemberg een bondgenoot van Oostenrijk. Men droeg de ridderkruisen en medailles aan driehoekig opgemaakte linten die iets eenvoudiger zijn geplooid dan de Oostenrijkse voorbeelden.
Ook de medaille werd aan het driehoekig geplooide lint van de Frederiks-Orde op de linkerborst gedragen.
Tijdens de Eerste Wereldoorlog trad in het door een zeeblokkade getroffen Duitsland een groot tekort aan materialen op. Ook de goudreserves slonken snel. Een aantal van de Duitse staten koos daarom voor goedkopere uitvoeringen waarbij verguld brons het kostbaarder vergulde zilver verving. Er werden ook koperen, verguld koperen, tombakken en zelfs zinken eretekens vervaardigd. Men noemt die laatste uitvoeringen eufemistisch "Kriegsmatall". In Württemberg heeft men niet gekozen voor deze materiaalbesparing; tot aan de Duitse ondergang in november 1918 werden zilveren, verguld zilveren en gouden eretekens besteld en uitgereikt.
In de loop van de 19e eeuw werd het minder gebruikelijk om onderscheidingen de gehele dag te dragen. Men begon de modelversierselen, dat zijn de kruisen en sterren zoals die worden verleend, voor bijzondere gelegenheden als plechtigheden, audiënties, bals en parades te reserveren. In het dagelijks leven droegen burgers kleine stukken lint op het revers van hun jas en droegen militairen batons. Er ontstonden Knoopsgatversieringen als rozetjes en strikjes. Deze laatste droegen in Duitsland vaak een miniatuur van de onderscheiding. Op rokkostuums werden miniaturen aan kleine linten of de in Duitsland veel geziene klein gouden kettinkjes op het revers gedragen.
In het begin van de 19e eeuw werden ook grote rozetten gemaakt waarin de linten van meerdere onderscheidingen werden gecombineerd.
De medaille van de orde was gedacht voor diegenen die niet in aanmerking kwamen voor een ridderorde. In het streng hiërarchische en zeer standsbewuste Duitsland van de 19e eeuw waren dat diegenen die met hun handen werkten en onderofficieren. Zij waren geen "herrschaften" en werden niet in ridderorden opgenomen. De medaille droeg op de voorzijde het naar rechts kijkende portret van de regerende koning van Württemberg, tijdens het bestaan van de medaille tussen 1892 en 1918 is dat alleen Wilhelm II van Württemberg geweest, binnen een rondschrift met de woorden "WILHELM II KÖNIG VON WÜRTTEMBERG" en op de keerzijde een afbeelding van het ridderkruis met de stralen binnen een ring. Op die ring is een lauwerkrans aangebracht met boven het kruis de woorden "DEM VERDIENST".

## De juweliers
De Koninklijke Württembergse Orde-Kanselarij heeft modeltekeningen van de versierselen laten vermenigvuldigen en de maten en gewichten van de eretekens vastgelegd. De meeste bestellingen lijken te zijn gedaan bij twee juweliers in Stuttgart. De firma's Mssr. E. Foehr en Hofjuwelier E. Steinam. Ook de Württembergse Rijksmunt, het Königliches Münzamt in Stuttgart heeft kruisen gefabriceerd.
De onderscheidingen werden door de Rijksmunt in zwarte leren dozen met een opdruk geleverd. De opdruk was een verkorte aanduiding van de graad en vorm van het versiersel. Een typische opdruk van een dergelijke doos is "Fr.O.3b m.S." wat staat voor "Friedrichs-Orden, Kumtur 3.er Grad mit Schwerter".

## De heraldiek
Het was de ridders in deze orde toegestaan om het kruis van de orde aan het lint rond hun wapenschild te hangen. Grootkruisen gebruikten daarvoor een breed lint dat rond het schild werd geplooid en bij ridders was een klein en kort stukje lint gebruikelijk.
Het dragen van een medaille rond een wapenschild is in theorie mogelijk, men mag in een wapen opnemen wat men ook in werkelijkheid mag dragen. In de praktijk zullen dragers van de nederige medaille geen wapen hebben gevoerd of van een dergelijk vertoon hebben afgezien.